# 石堂克利
石堂 克利（いしどう かつとし、1980年4月18日 - ）は、愛知県幡豆郡一色町（現・西尾市）出身の元プロ野球選手（投手）。現在は東京ヤクルトスワローズのスコアラーを務める。

## 経歴

### アマチュア時代
いわゆる松坂世代の1人である。一色町立一色南部小学校時代はソフトボールの「一色クラブ」に所属し、一色町立一色中学校時代は軟式野球部の投手として3年生の春に愛知県大会に出場した。
愛工大名電高校に進学後、外野手に転向した。愛工大名電ではイチローらを指導した中村豪の下で野球を学んだ。3年生への進級を控えた1998年3月には再び投手に転向し、同年夏の愛知大会では4試合に先発登板、初戦で14奪三振を奪うなどの活躍を見せて優勝している。しかし夏の甲子園では右肩疲労とチーム事情から、投手ではなく5番・右翼手として出場し、3打数1安打を記録したものの、1回戦で赤田将吾の在籍した日南学園に敗退した。
1998年11月20日に開催されたNPBドラフト会議を前に、最高球速145 km/hの速球を誇り、カーブ、フォーク、スライダーと多彩な変化球も投げられる投手として注目された。同会議ではヤクルトスワローズから単独1位指名を受け、投手として入団。ヤクルトは当初、松坂大輔（横浜高校）の指名を予定しており、松坂への指名挨拶も済ませていたが、会議前日の11月19日に指名回避の方針を決め、実際には石堂を1位指名した。また読売ジャイアンツ（巨人）スカウトの関東孝雄も、石堂を松坂や新垣渚（沖縄水産高校）と並ぶ「高校生投手ビッグ3」として評価しており、上原浩治の獲得が不発に終わった場合、松坂には4、5球団の競合が見込まれると踏んでいたため、石堂を1位指名することも検討していた。当時のスカウトからは、「素材としては松坂以上、投手としてものにならなくとも、打者としても評価出来る」と高く評価されている。

### プロ入り後
右肩の違和感による手術、右足首骨折、左大腿部骨髄炎など数年間故障に泣かされた。中には成功確率がほぼ0に等しい難手術も含まれ、何度も選手生命の危機に脅かされながら、一軍登板にいたっている。2003年9月7日、地元・愛知県のナゴヤドームで開催された対中日ドラゴンズ戦で先発投手としてプロ初登板し、プロ初勝利を挙げた。同年はこの初勝利を含め、4勝を挙げた。
2004年は開幕から先発ローテーション入りし、3連勝を挙げたが、後に不振で二軍へ降格。その後復帰し、最終的にはシーズン6勝を挙げた。5月4日の対中日戦（明治神宮野球場）ではセ・リーグタイ記録の1試合3暴投を記録。
2005年、本拠地である明治神宮野球場でのシーズン4試合目（対中日）の本拠地開幕戦に先発を任せられるなどシーズン当初は期待されたがコントロールが甘く5試合で二軍降格。結局この年5試合のみの登板で1勝に終わった。
2006年、オープン戦から打ち込まれることが多く開幕二軍スタート。二軍でも21試合で防御率5点台と打ち込まれ、4年ぶりに一軍登板なしに終わった。この年のオフに、外野手へ転向を試み、秋季キャンプには外野手として参加したが、最終的には投手へ戻った。
2007年は二軍でも実績を残すことができず、一軍登板もなかった。10月5日に戦力外通告を受けた。本人は現役続行を希望していたが、他球団からの声はかからず、11月26日に東京ヤクルトスワローズの打撃投手として契約された（11月30日付で自由契約公示）。現在はスコアラーを務めている。

## 選手としての特徴
ストレートは最高でも球速145 km/h程度と、飛びぬけて速い球を投じたわけではないが、打者がその球速以上にノビを感じるという直球と、スローカーブで緩急を付ける投球を見せた。他に、スライダー、フォーク、シュートなども投じていた。
現役時代晩年はそのコントロールに苦しむ場面が多く、特にランナーを背負った際の制球が課題となっていた。
打者としてもセンスを持つ事で知られ、一軍での安打も記録している他、練習では柵越えを見せたこともある。

## 詳細情報

### 年度別投手成績
| 年 度     | 球 団     | 登 板 | 先 発 | 完 投 | 完 封 | 無 四 球 | 勝 利 | 敗 戦 | セ 丨 ブ | ホ 丨 ル ド | 勝 率 | 打 者 | 投 球 回 | 被 安 打 | 被 本 塁 打 | 与 四 球 | 敬 遠 | 与 死 球 | 奪 三 振 | 暴 投 | ボ 丨 ク | 失 点 | 自 責 点 | 防 御 率 | W H I P |
| --------- | --------- | ----- | ----- | ----- | ----- | -------- | ----- | ----- | -------- | ----------- | ----- | ----- | -------- | -------- | ----------- | -------- | ----- | -------- | -------- | ----- | -------- | ----- | -------- | -------- | ------- |
| 2003      | ヤクルト  | 5     | 5     | 0     | 0     | 0        | 4     | 1     | 0        | --          | .800  | 113   | 27.0     | 21       | 5           | 11       | 0     | 2        | 15       | 0     | 0        | 11    | 11       | 3.67     | 1.19    |
| 2004      | ヤクルト  | 16    | 16    | 0     | 0     | 0        | 6     | 7     | 0        | --          | .462  | 348   | 75.1     | 109      | 16          | 22       | 0     | 4        | 48       | 5     | 0        | 58    | 58       | 6.93     | 1.74    |
| 2005      | ヤクルト  | 5     | 5     | 0     | 0     | 0        | 1     | 2     | 0        | 0           | .333  | 95    | 21.1     | 26       | 6           | 8        | 0     | 0        | 13       | 0     | 0        | 16    | 16       | 6.75     | 1.59    |
| 通算：3年 | 通算：3年 | 26    | 26    | 0     | 0     | 0        | 11    | 10    | 0        | 0           | .524  | 556   | 123.2    | 156      | 27          | 41       | 0     | 6        | 76       | 5     | 0        | 85    | 85       | 6.19     | 1.59    |

### 記録
投手記録
- 初登板・初先発・初勝利：2003年9月7日、対中日ドラゴンズ26回戦（ナゴヤドーム）、5回2失点
- 初奪三振：同上、2回裏に谷繁元信から

打撃記録
- 初安打・初打点：2003年10月7日、対広島東洋カープ23回戦（明治神宮野球場）、1回裏にトム・デイビーから左前2点適時打

### 背番号
- 37（1999年 - 2001年）
- 60（2002年 - 2007年）